# 毛利信任
毛利 信任（もうり のぶとお、宝暦10年（1760年） - 天明元年7月8日（1781年8月27日））は、長州藩一門家老である阿川毛利家の9代当主。
父は柳沢就章。祖父は毛利広規。養父は毛利就禎。養子に毛利昌祉。通称は豊後。

## 生涯
系譜によると、生家柳沢家の先祖の柳沢信景は、甲斐守護武田信虎の家臣で、信虎が子の武田晴信（後の信玄）に駿河国に追放された際に同行し、後、信虎の上洛にも同行して、将軍足利義晴に仕えた。信景の兄、柳沢信房は柳沢吉保の先祖である。その子の柳沢元政は、足利義昭、豊臣秀吉に仕えた後に毛利輝元の家臣となる。
父の柳沢就章は、一門阿川6代毛利広規の四男で、長州藩士柳沢元詮の養子となった。信任は就章の次男として、宝暦10年（1760年）生まれ、嫡男のいない従兄の毛利就禎の養子となる。安永9年（1780年）、就禎の隠居により家督を相続し、阿川領主、長州藩一門家老となる。翌天明元年（1781年）7月8日死去した。享年22。早世したため、藩主の偏諱を受けていない。家督は児玉家から昌祉が養子入りして相続した。